# Белокопитово
Белокопи́тово (болг. Белокопитово) — село в Шуменській області Болгарії. Входить до складу общини Шумен.

## Населення
За даними перепису населення 2011 року у селі проживали 145 осіб, усі — болгари.
Розподіл населення за віком у 2011 році:
Динаміка населення: